# Acetes natalensis
Acetes natalensis är en kräftdjursart som beskrevs av Barnard 1955. Acetes natalensis ingår i släktet Acetes och familjen Sergestidae. Inga underarter finns listade i Catalogue of Life.